# Hot Topic (singolo)
Hot Topic è il primo singolo estratto dall'omonimo album di debutto del gruppo femminile Le Tigre. Scritto da Kathleen Hanna, Sadie Benning e Johanna Fateman, Hot Topic è considerato un inno femminista in cui si nominano varie figure femminili legate al campo artistico, musicale, politico (e talvolta anche riconducibili alla sottocultura LGBT) che hanno ispirato il gruppo.

## Il brano
Nel testo sono citate le artiste Carol Rama, Eleanor Antin, Carolee Schneeman, Faith Ringgold, Kara Walker, Laura Cottingham, Lorraine O'Grady, David Wojnarowicz, Cathy Sissler, Valie Export, Catherine Opie, Juliana Lueking, Cecilia Dougherty, Vaginal Creme Davis, Yayoi Kusama; le fumettiste Diane DiMassa, Ariel Skrag, Julie Doucet; la regista Vivienne Dick; la filosofa Gayatri Spivak; le scrittrici Laurie Weeks, Dorothy Allison, Gertrude Stein, le cantautrici, cantanti o musiciste Yōko Ono, Joan Jett, Nina Simone, Aretha Franklin, Ann Peebles, Hanin Elias, Hazel Dickens, Justin Vivian Bond, Mia X, Gretchen Phillips, Melissa York; i gruppi femminili The Butchies e Sleater-Kinney, Cibo Matto, The Slits, The Need; il gruppo newyorkese Ut; le attiviste Leslie Feinberg, Mab Segrest, Angela Davis, Urvashi Vaid, Alice Gerard;  la tennista Billie Jean King, la pilota Shirley Muldowney.  Le uniche figure maschili nominate sono lo scrittore James Baldwin, l'attivista gay Marlon Riggs e il musicista jazz Billy Tipton (biologicamente nato femmina).
Viene menzionata anche Tammy Rae Carland la fondatrice dell'etichetta indipendente Mr. Lady con la quale il gruppo stesso ha pubblicato i primi due album.
Hot Topic è stata prodotta dal gruppo e da Chris Stamey, che ha anche masterizzato il singolo. La terza traccia, missata da Suze Dyer e dal gruppo, comprende un campionamento del riff di chitarra del brano Fine Watch del gruppo punk The PeeChees. La quarta traccia del singolo è stata mixata e registrata da Johanna Fateman e Kathleen Hanna nel loro appartamento.
Il brano è considerato, come tutto l'album di debutto, rievocatore della new wave anni ottanta. Sulla rivista musicale britannica The Wire il brano è stato definito come «le Bananarama incontrano Germaine Greer». Mentre Piero Scaruffi ha paragonato la voce di Kathleen Hanna a quella degli artisti soul dell'etichetta Motown.

## Tracce
Testi e musiche di Kathleen Hanna, Sadie Benning e Johanna Fateman.
1. Hot Topic – 3:47
2. Hot Topic (41 Small Stars remix) – 2:34 – remix di DJ Ham & Cheese on Rye
3. Yr Critique – 2:38
4. They Want Us To Make A Symphony Out Of The Sound Of Women Swallowing Their Own Tongues – 1:49

Durata totale: 10:48